# Vespadelus douglasorum
Vespadelus douglasorum é uma espécie de morcego da família Vespertilionidae. Endêmica da Austrália, onde pode ser encontrada apenas na região de Kimberley, na Austrália Ocidental.